# Fibratos
Los fibratos son sustancias químicas derivadas del ácido fíbrico (ácido clorofenoxiisobutírico). Actúan estimulando los receptores nucleares denominados “receptores activados de proliferación de los peroxisomas” (PPAR). Por sus acciones en el organismo, se utilizan para el tratamiento de la hipertrigliceridemia, aunque la mayoría de los derivados del ácido fíbrico presentan efectos antitrombóticos potenciales, incluyendo la inhibición de la coagulación y aumento de la fibrinolisis.

## Clasificación
| Código ATC. | Fármaco.             |
| C10AB01     | Clofibrato.          |
| C10AB02     | Bezafibrato.         |
| C10AB03     | Aluminio clofibrato. |
| C10AB04     | Gemfibrozil.         |
| C10AB05     | Fenofibrato.         |
| C10AB06     | Ciprofibrato.        |
| C10AB07     | Etofibrato.          |
| C10AB08     | Binifibrato.         |

## Farmacocinética
Las principales características farmacocinéticas de los fibratos pueden apreciarse en la siguiente tabla:
| Características farmacológicas de los fibratos |            |                      |             |              |              |
| Sustancia                                      | Clofibrato | Fenofibrato          | Bezafibrato | Gemfibrozilo | Ciprofibrato |
| Profármacos                                    | SI         | SI                   | NO          | NO           | NO           |
| Absorción                                      | Completa   | Incompleta           | Completa    | Completa     | -            |
| Biodisponibilidad                              | -          | -                    | -           | 98%          | -            |
| Unión a proteínas plasmáticas                  | 95%        | 90%                  | 95%         | 95%          | >95%         |
| Metabolismo                                    | CYP3A4     | -                    | CYP3A4      | CYP3A4       | CYP3A4       |
| Excreción                                      | Orina 97%  | Orina 60%; Bilis 20% | Orina 50%   | Orina 70%    | Orina 55%    |
| Semivida                                       | 17 h.      | 22 h.                | 2 h.        | 1,5 h.       | 80 h.        |

## Mecanismo de acción
Los PPAR son receptores nucleares que unen ligandos naturales o sintéticos, forman heterodímeros con otro receptor nuclear, el receptor del ácido retinoico 9-cis (RXR), y de esta forma regulan, es decir, aumentan o inhiben, la expresión de ciertos genes. Existen PPAR alfa, beta y gamma y los fibratos se unen específicamente a los alfa, salvo el Bezafibrato que se une a los tres.
La estimulación de los PPAR-alfa:
- Lleva a un aumento de la producción de la lipasa lipoprotéica (LPL) (Clofibrato).
- Inhibe la expresión de la apolipoproteína C3 (APOC3), que a su vez inhibe la lipasa lipoprotéica responsable de la hidrólisis intravascular de los triglicéridos (TG). Los PPAR-alfa, por tanto, aumentan la actividad de la lipasa lipoprotéica, lo cual significa la disminución de triglicéridos en la sangre.
- Los fibratos más modernos como el bezafibrato y el gemfibrozil reducen en general las lipoproteínas de baja densidad (LDL), al estimular no sólo la lipoproteínlipasa, sino que también lo hace con la lipasa hepática.[1]
- El bezafibrato reduce los triglicéridos plasmáticos por aumentar la expresión de los genes relacionados con la beta oxidación de los ácidos grasos y por aumentar la expresión de los genes vinculados con la síntesis de apolipoproteína A-1 y A-2. Estos dos hechos están relacionados con el efecto protector cardiovascular de los fibratos.[2] ,[3]
- Aumento de la síntesis de APO A1 y de la APO A2, en consecuencia, del colesterol ligado a las lipoproteínas de alta densidad (HDL).[4]
- Efectos extralipídicos: los fibratos reducen la expresión de la endotelina 1, que es un potente vasoconstrictor, lo que determina una mejoría de la función endotelial.[5] También por este mecanismo, los fibratos reducen la expresión de citoquinas, especialmente de la interleuquina 1(IL-1) y la interleuquina 6 (IL-6), de modo que también se podría atribuir a estos fármacos un efecto antiinflamatorio. Se sabe, además, que, mediante PPAR alfa, algunos fibratos pueden reducir la expresión del fibrinógeno; de esta manera podrían ejercer un efecto antitrombótico.[6],[7]

Algunos fibratos como clofibrato, ya prácticamente en desuso, aumentan la excreción de colesterol por la bilis, lo cual puede favorecer la litogénesis.
El siguiente diagrama facilita la compresión de los distintos mecanismos de acción que explican los efectos de los fibratos.

## Indicaciones
Los fibratos son medicamentos de segunda elección. Por motivos de seguridad, no deben ser recetados a los pacientes a los que se diagnostica por primera vez una dislipemia, como primera elección, salvo en hipertrigliceridemias severas y en pacientes que no pueden tomar estatinas. 
El European Medicines Agency’s Committee for Medicinal Products for Human Use (CHMP) ha revisado en dos ocasiones el balance riesgo/beneficio de los fibratos, en 2005 y en 2010. En ambas ocasiones ha concluido que los beneficios de los fibratos comercializados en Europa (bezafibrato, ciprofibrato, fenofibrato y gemfibrozilo) continúan siendo mayores a sus riesgos en los pacientes con dislipemias. Pero no son de primera elección, dada la limitada evidencia de sus beneficios a largo plazo en la reducción del riesgo cardiovascular.
Para el fenofibrato, el CHMP dice que puede usarse en combinación con una estatina cuando la estatina por sí sola no ha conseguido controlar los niveles de lípidos.
En la hipertigliceridemia no asociada a hipercolesterolemia es una medida higiénico-dietética necesaria el suprimir el consumo de alcohol y descartar una diabetes oculta antes de iniciar cualquier terapéutica.
Estudios clínicos con fibratos, como el BIP (Bezafibrate Infarction Prevention Study), HHS (Helsinki Heart Study), Vahitt (Veterans Affairs High Density Lipoprotein Cholesterol Intervention Trial) y el estudio FIELD (Fenofibrate Intervention and Event Lowering in Diabetes) han revelado que los pacientes que más se benefician de los fibratos son los que padecen diabetes o síndrome metabólico. Este dato es muy importante pues una diabetes melitus tipo 2 o del adulto puede iniciarse con sólo un discreto aumento de triglicéridos, por lo que es fundamental ante ese único dato, o si aparecen otros factores del síndrome metabólico (como obesidad o hipertensión arterial de grado I), el descartar la diabetes mellitus. Su diagnóstico precoz mejorará la esperanza y la calidad de vida del individuo.
El uso de fibratos conlleva una reducción importante de 50% del nivel de TG y sólo 10% del nivel de colesterol, siendo interesante su reducción sobre las LDL y VLDL.
Las HDL aumentan hasta un 20%.
Los estudios antes comentados también revelaron que no todos los fibratos tienen el mismo mecanismo de acción ni consiguen los mismos resultados:
- El clofibrato demostró reducir los eventos coronarios, pero aumentó la mortalidad general, por un exceso de complicaciones biliares y pancreáticas, cuya génesis ya fue explicada. El gemfibrozil ha demostrado reducir la mortalidad coronaria, pero no la general.[8]
- El bezafibrato es el único derivado del ácido fíbrico que ha mostrado reducir las lesiones coronarias.[11] Por otra parte, reduce los síntomas de claudicación intermitente.
- El fenofibrato protege contra el infarto de miocardio no fatal y la necesidad de revascularización coronaria.
- El estudio HHS demostró que el gemfibrozil reduce en 23% el riesgo de enfermedad coronaria y en el estudio Vahitt se demostró 22 % de reducción del mismo riesgo.

## Contraindicaciones
Lactancia y embarazo.
En situaciones de hipoalbuminemia, su dosis debe ser ajustada por riesgo de generar miopatia y rabdomiólisis

## Interacciones.
Se precisa especial control médico en las siguientes circunstancias:
- Antecedentes de patología biliar.
- Uso concomitante de anticoagulante oral (ajuste de dosis).
- Pacientes con función renal disminuida.
- Asociación con estatinas.

## Reacciones adversas
Para la valoración de las reacciones adversas (RAM) se tendrán en cuenta los criterios de la CIOSM.
| Reacciones adversas de los fibratos. |                 | |
| Sistema implicado.                   | Grupo CIOSM.    | Tipo de reacción.                                                                                  |
| Aparato Digestivo                    | Frecuentes.     | Molestias gastrointestinales: anorexia, sensación de opresión del estómago, náuseas.               |
|                                      | Raras.          | Litiasis biliar y aumentos reversibles de las transaminasas hepáticas.                             |
| Piel y tejido subcutáneo.            | Frecuentes.     | Erupción cutánea, prurito, urticaria.                                                              |
|                                      | Raras.          | Fotosensibilidad, alopecia.                                                                        |
| Alteraciones hematológicas.          | Raras.          | Anemia, leucopenia, pancitopenia y trombocitopenia.                                                |
| Aparato genitourinario.              | Muy Frecuentes. | Ligeros incrementos en la creatinina sérica.                                                       |
|                                      | Raras.          | Disminución de la libido, disfunción eréctil.                                                      |
| Sistema musculo-esquelético.         | Frecuentes.     | Mialgia, debilidad muscular, calambres musculares y aumentos considerables de la creatina quinasa. |
|                                      | Raras.          | Rabdomiólisis.                                                                                     |
| Sistema nervioso central.            | Raras.          | Cefalea y vértigo.                                                                                 |